# Échenon
Échenon ist eine französische Gemeinde mit 766 Einwohnern (Stand 1. Januar 2022) im Département Côte-d’Or in der Region Bourgogne-Franche-Comté (vor 2016 Bourgogne). Sie gehört zum Kanton Brazey-en-Plaine im Arrondissement Beaune.

## Lage
Échenon liegt etwa 30 Kilometer südöstlich von Dijon an der Saône. Die Gemeinde grenzt im Norden an Trouhans, im Osten an Les Maillys, im Süden an Saint-Symphorien-sur-Saône sowie im Westen an Saint-Usage.

## Bevölkerungsentwicklung
| Jahr                       | 1962 | 1968 | 1975 | 1982 | 1990 | 1999 | 2006 | 2011 | 2019 |
| -------------------------- | ---- | ---- | ---- | ---- | ---- | ---- | ---- | ---- | ---- |
| Einwohner                  | 541  | 531  | 700  | 717  | 707  | 652  | 675  | 728  | 781  |
| Quellen: Cassini und INSEE |      |      |      |      |      |      |      |      |      |

## Sehenswürdigkeiten

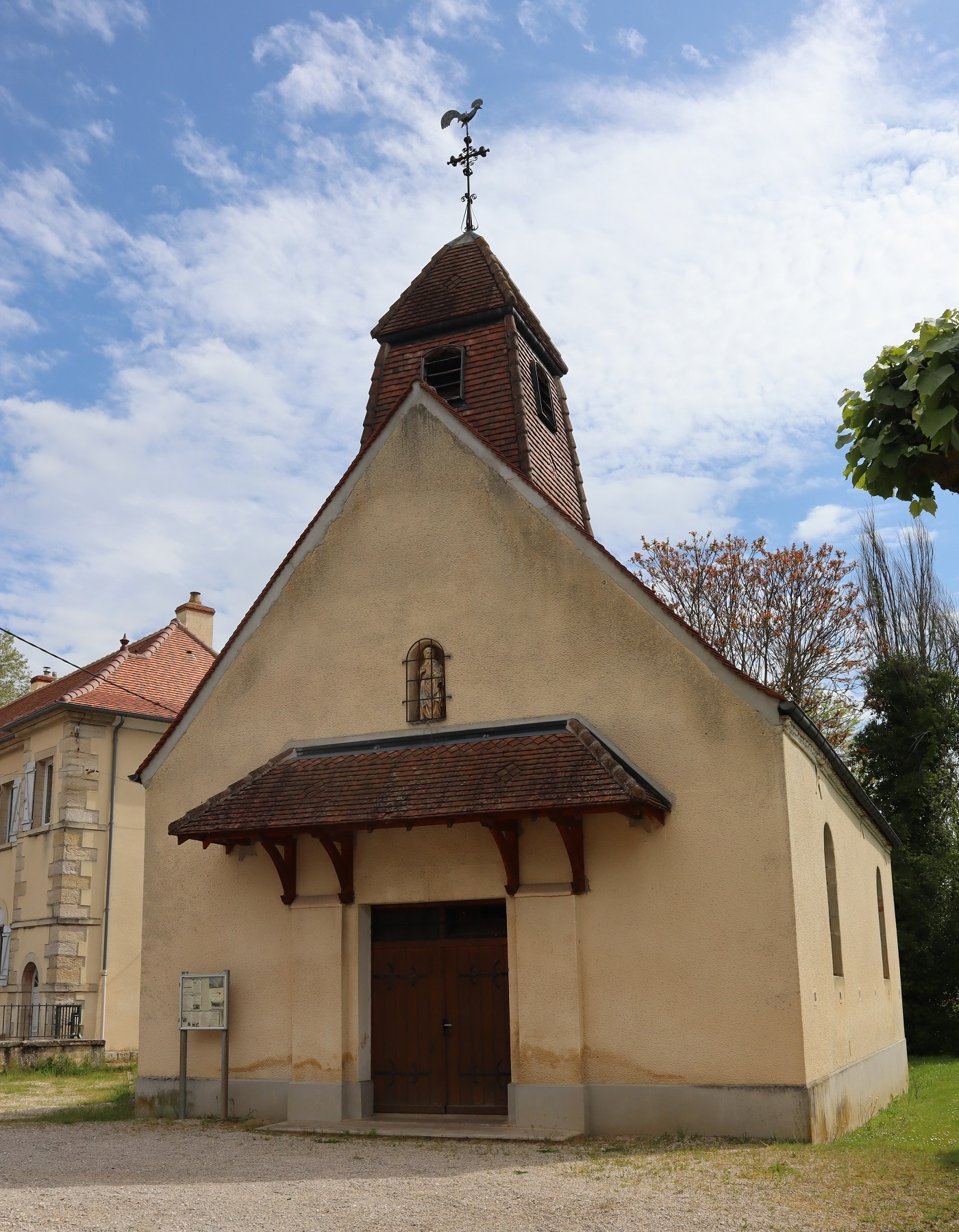
Kirche Saint-Jean-Baptiste
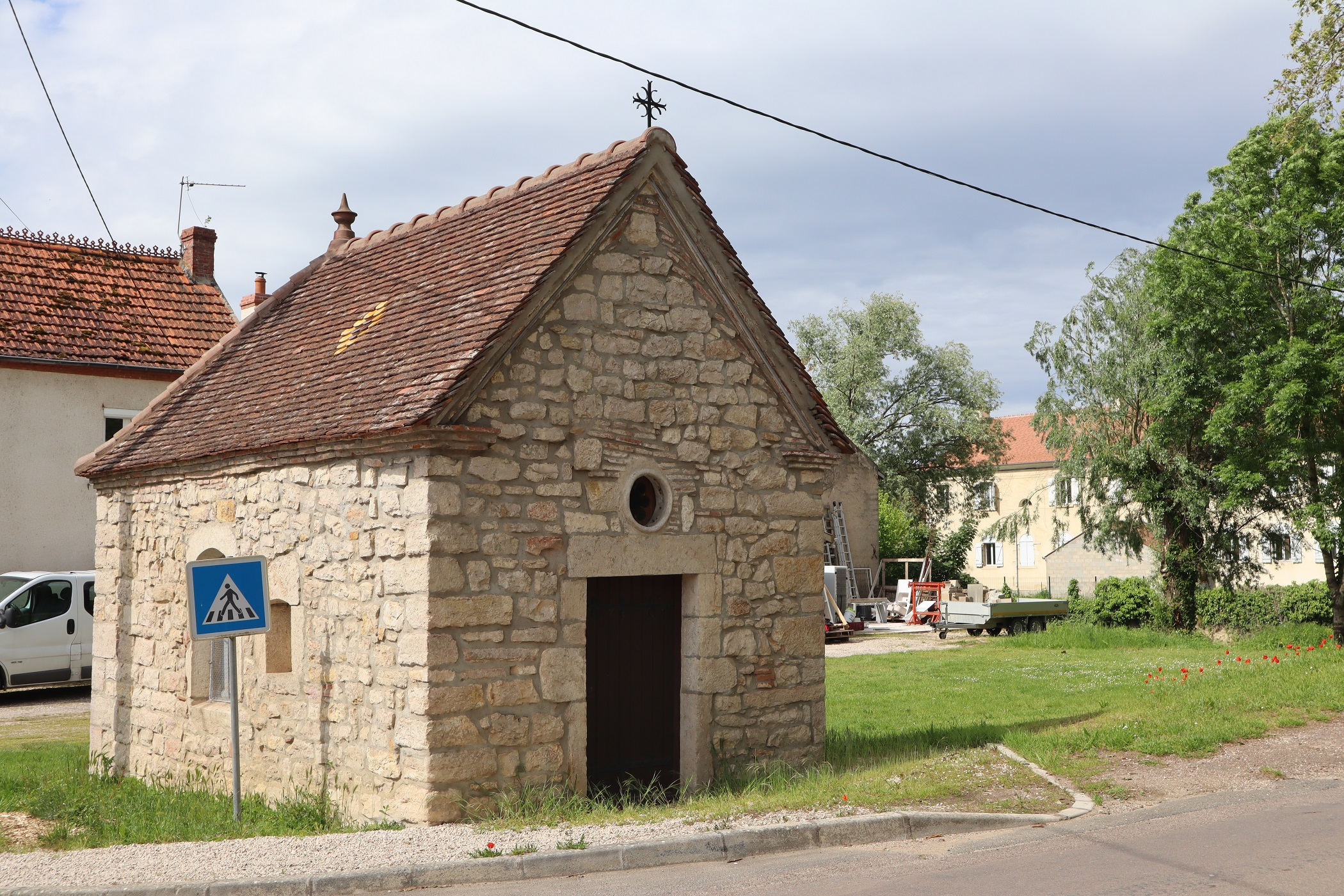
Kapelle Notre-Dame-de-Pitiè
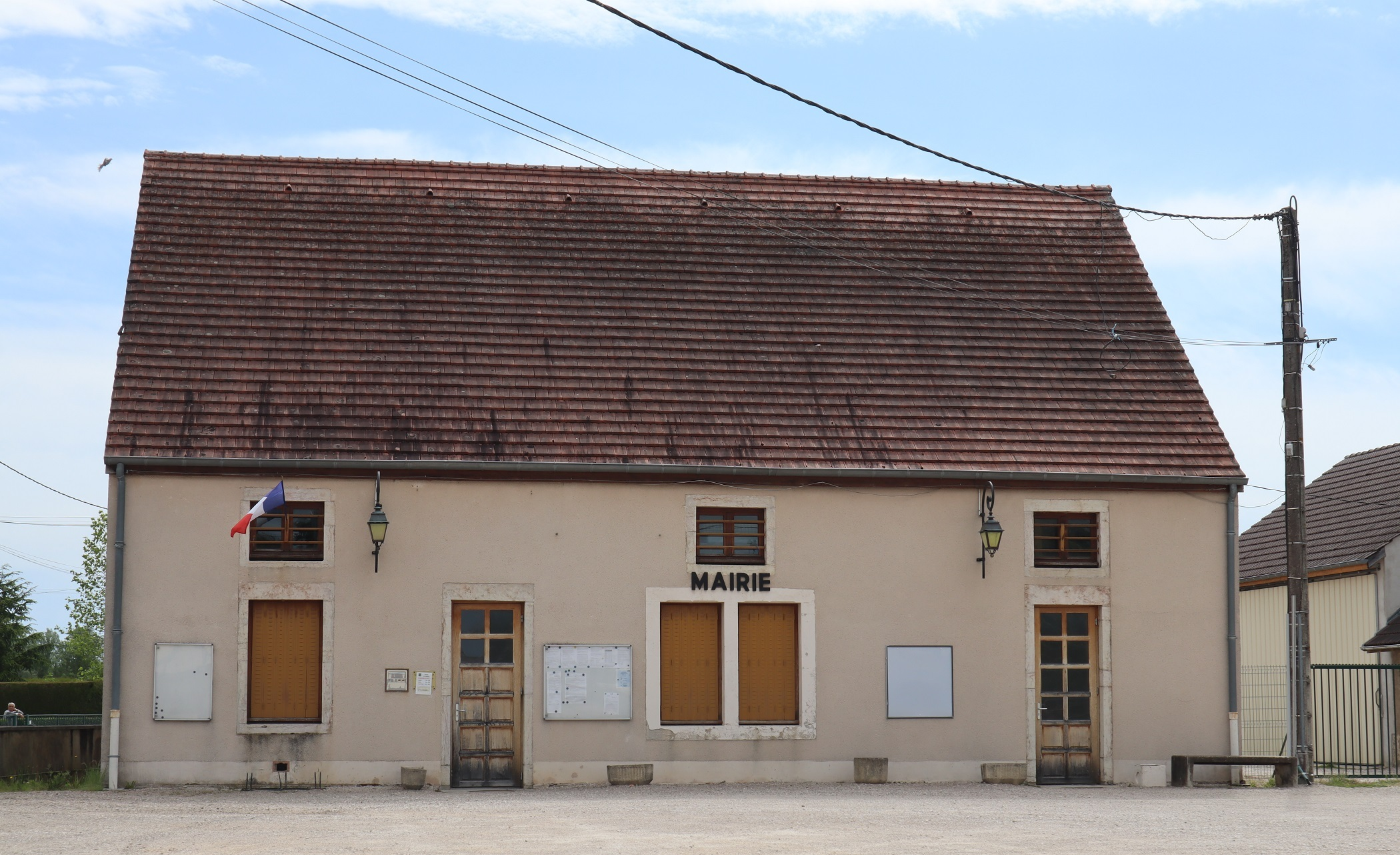
Rathaus
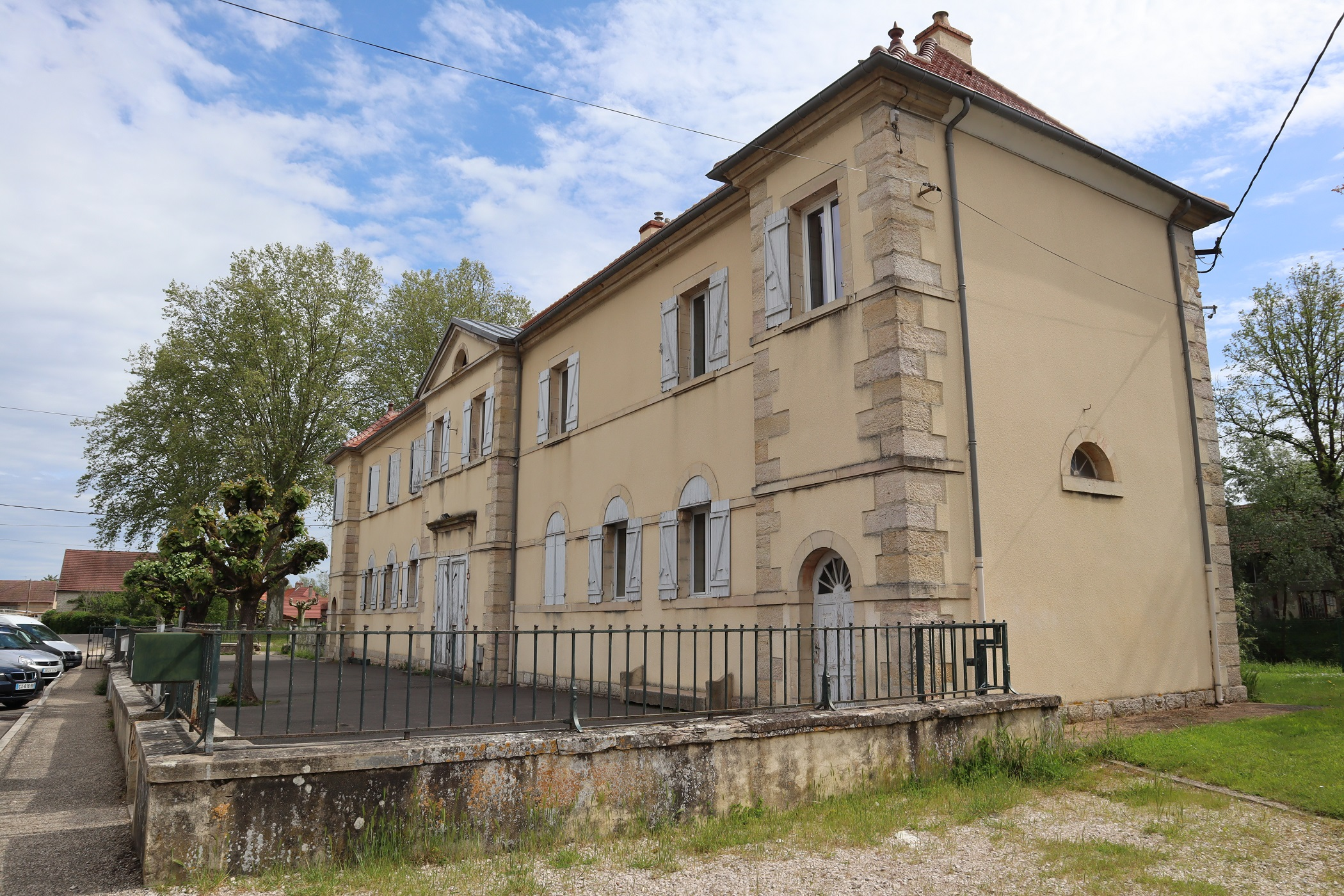
Schule

- Kirche Saint-Jean-Baptiste
- Kapelle Notre-Dame-de-Pitiè
- Rathaus
- Schule